# Тик (новела)
«Тик» (фр. Le Tic) — новела французького письменника Гі де Мопассана, видана у 1884 році. Сюжет твору розповідає жахливу історію каліцтва дівчини і нервового тику її батька.

## Історія
Гі де Мопассан вперше опублікував цю новелу в газеті «Le Gaulois» 14 липня 1884 року. Пізніше вона увійшла до збірки «Носій». Українською новелу переклав Іван Рильський. В його перекладі твір побачив світ у видавництві «Дніпро» двічі: у восьмитомному зібранні творів Гі де Мопассана (1969—1972) і двотомному виданні вибраних творів письменника (1990).

## Сюжет
У курортному готелі увагу постояльців привертають двоє новеньких — батько й дочка. Він час від часу нервово смикається, вона ж не знімає рукавичок навіть у літню спеку. Ці засмучені люди, здається, приховують якусь таємницю. Старий розповідає, що його донька страждає на нервові припадки і часто непритомніє. Одного разу лікар навіть констатував її смерть. Згорьований батько за допомогою вірного лакея Проспера поховав свою єдину дитину. Під тягарем горя він всю ніч провів у вітальні замку. Несподівано хтось постукав у двері. На порозі стояла дочка. Дівчина сказала, що Проспер пробрався до склепу і відрізав їй пальця, щоби зняти каблучку. Від болю вона опритомніла. В цю ж мить до вітальні увійшов слуга, побачивши «покійницю», він впав мертвий.

## Аналіз твору
У цій новелі Гі де Мопассан відступає від властивої йому сатиричної манери опису людських вад. Власне мораль цього твору відходить наче на другий план, хоча авторська позиція щодо негідного слуги, який зрадив свого пана, сплюндрував могилу і підступно вдався до мародерства, ясно висвітлена у завершенні твору, де злочинця спіткала справедлива розплата. Смерть з природних причин за таких обставин наводить на думку про Божий суд. Разом з тим, на читача справляє враження загальний настрій твору: драматичний, похмурий, з відтінком таємничості. Це данина готичній літературі, яка в XIX сторіччі переживала свій розквіт.
З наукової точки зору сюжет твору цілком реалістичний. Історія медицини знає чимало випадків летаргійного сну, коматозних станів та інших розладів свідомості, через які лікарі помилково констатували смерть людей. Деякі з таких пацієнтів приходили до тями у морзі чи навіть у мить поховання. Також в народі побутує думка, що людей, похованих живцем значно більше, ніж констатує офіційна статистика, хоча вагомих аргументів на користь цього твердження не існує. Неврологи також підтверджують, що до нервового тику можуть призвести сильні негативні емоції (гострий стрес), як це сталося з головним героєм новели.